# ジル・アンドリアマハゾ
ジル・アンドリアマハゾ（Gilles Andriamahazo、1919年5月13日 - 1989年9月14日）は、マダガスカルの軍人、政治家。1975年2月12日から6月15日までの間、マダガスカルの大統領を務めた。
アンドリアマハゾは、1919年5月13日にトラニャロで生まれ、フランス軍に入隊して、第二次世界大戦やアルジェリアの作戦などに従事した。マダガスカル独立後はマダガスカル軍に属し、将校として1976年に退役した。
前任のリシャール・ラツィマンドラヴァが反乱軍に殺害されると、アンドリアマハゾは反乱軍を討ち、1975年2月12日から6月15日までの間、大統領を務めた。その後、政権はディディエ・ラツィラカに移譲された。
アンドリアマハゾは1989年9月14日に70歳で心臓発作により亡くなった。